# Herren von Friedingen

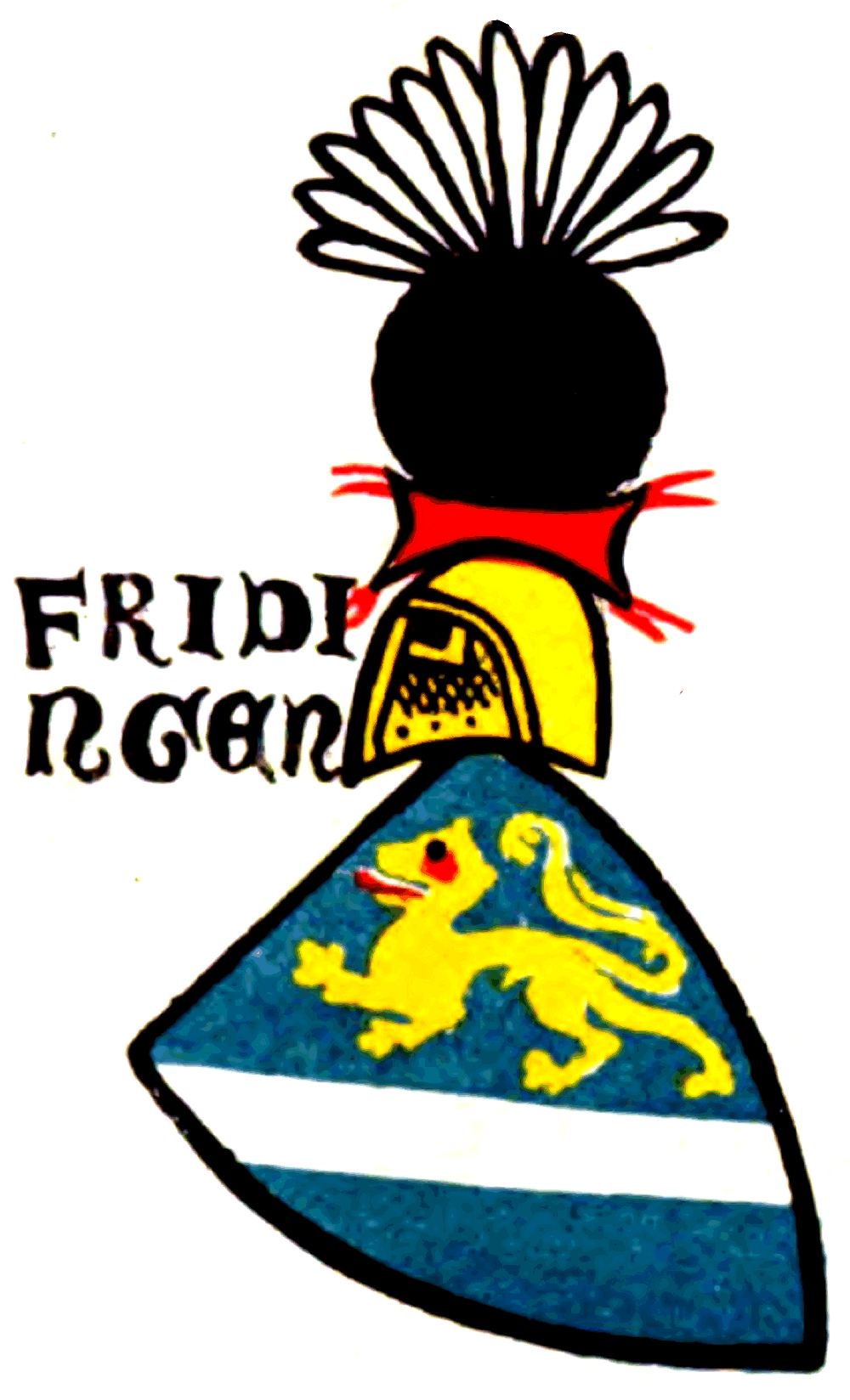
Wappen der Herren von Friedingen in der Zürcher Wappenrolle, ca. 1340

Die Herren von Friedingen waren eine adelige, edelfreie Herrscherfamilie im Hegau, die sich etwa ab 1170/80 nach ihrer neu erbauten Stammburg Hohenfriedingen bei Friedingen im Hegau nannten.
In den Jahren 1180–1190, nur wenige Jahre nach dem Bau ihrer Stammburg, erbauten sie auf dem Krähen eine zweite Burg, Burg Hohenkrähen, die ihnen bis zur Zerstörung im Jahre 1512 uneinnehmbar erhalten blieb. 1568, nur wenige Jahrzehnte nach der Zerstörung der Burg Hohenkrähen, starb der letzte männliche Nachkomme derer von Friedingen, die letzte Friedingerin 1571.

## Geschichte

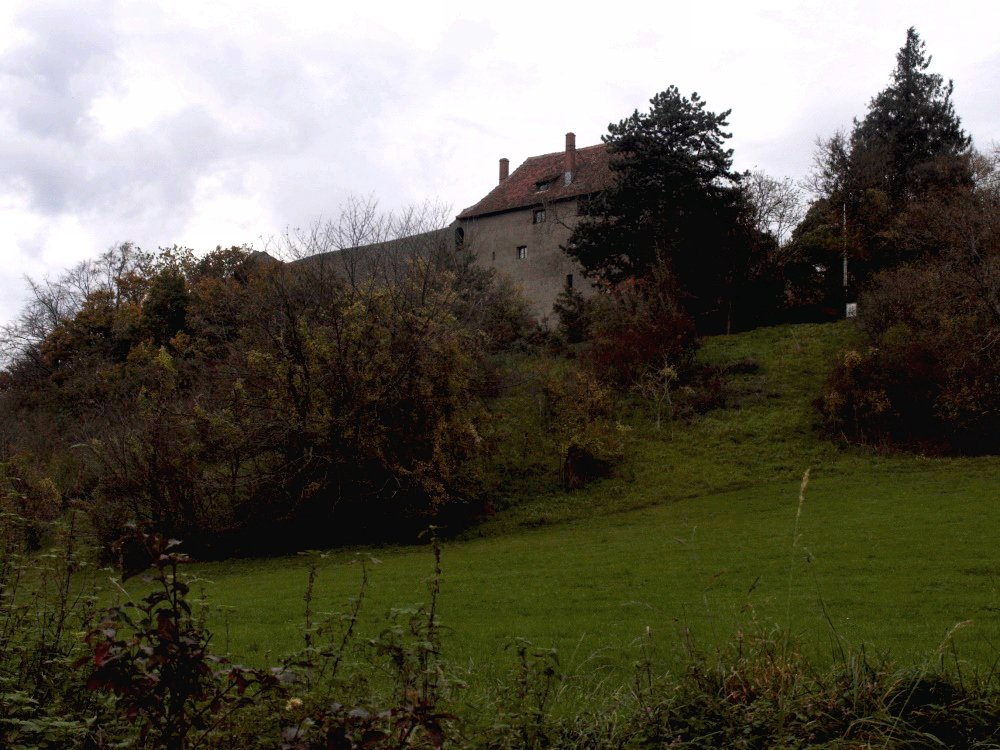
Burg Hohenfriedingen, Stammsitz der Herren von Friedingen

Um 1170 bezog das Adelsgeschlecht ihre neue Stammburg Hohenfriedingen bei Friedingen im Hegau, für die sie eine 914 erstmals erwähnte Burg ausbauten, und benannten sich nach dem Ort.
Die Herren von Friedingen waren Anhänger der Staufer. Obwohl edelfrei, unterstellten sie sich um 1200 wegen politischen und wirtschaftlichen Vorteilen der Vorherrschaft des Reichenauer Abtes. Der übertrug den Friedingern das Meieramt und Vogteirecht in Radolfzell. Sechzig Jahre hatten die Friedinger diese Rechte, was ihre Herrschaft über Radolfzell sicherte. Dann wurde das Lehen durch Abt Albrecht von Ramstein aufgelöst.
Im 15. Jahrhundert verloren die Friedinger durch Erb- und Rechtsstreitigkeiten an wirtschaftlichem und gesellschaftlichem Einfluss und mussten nach und nach Dorf und Burg an die Herren von Bodman verkaufen. 1476 blieben den Friedingern nur noch wenige Besitzstücke. Hans Wilhelm von Friedingen führte vom Hohenkrähen aus Raubzüge in die Umgebung durch, bis am 12. November 1512 eine 8000 Mann starke Strafexpedition des Schwäbischen Bundes das Raubritternest zerstörte. In der Folge verliert sich die Spur der Friedinger.

### Herkunft
Die Herren von Friedingen gehen im Mannesstamm auf die udalrichingischen Grafen von Bregenz zurück. Liutfried von Bregenz-Winterthur, der Stammvater, wurde um 930 als einer von vier Söhnen des Grafen Ulrichs VI. von Bregenz, der Otzo genannt wurde, geboren. Der Konstanzer Bischof Gebhard II. von Bregenz war der jüngste Bruder Liutfrieds, gründete 983 das Kloster Petershausen und wurde 1124 heiliggesprochen.
Diese Familie hatte reiche Besitzungen in Oberschwaben, im Linzgau und im Hegau.
Aus den Grafen von Bregenz-Winterthur erwachsen die Herren von Hirscheck. Heinrich der Ältere von Hirschecks ältester Sohn war Hermann der Ältere „von Mahlspüren“ im Tal, der, ohne festen Wohnsitz, auch als „von Gailingen“ und „von Büsslingen“ bezeichnet wurde.
Hermann der Jüngere von Mahlspüren-Espasingen, Sohn des Hermann der Ältere „von Mahlspüren“, heiratete eine Tochter des Grafen Dietrich von Bürglen-Nellenburg, die mit ihrem Erbe den hauptsächlichen Besitz und damit die Grundlage des späteren Herrschaftsgebildes der Herren von Friedingen, die größtenteils die Erben der Nellenburger waren, schuf.
Aus dieser Ehe gingen sieben Söhne hervor, wovon Hermann I. zu Lebzeiten 1158 als „von Stetten“ im Linzgau und 1169, letztmals zu Lebzeiten, als Hermann von Espasingen bezeichnet wurde. Dieser Hermann I. erscheint erstmals 1183 als Namensträger „Hermann I. von Friedingen“, der allerdings damals bereits verstorben war. Hermann I. hatte mindestens zwei Söhne, Hermann II., der Bischof von Konstanz war, und Heinrich I. von Friedingen, der um das Jahr 1170/80 die Burg Hohenfriedingen gründete.

### Die Linie auf Hohenfriedingen
Mit dem Burgenbau zu Friedingen durch Heinrich I. von Stetten, der sich jetzt Heinrich I. von Friedingen nennt, entsteht auf dem Friedinger Schlossberg der neue Stammsitz der Familie. Alle späteren Familienmitglieder, die sich fortan „von Friedingen“ oder „von Krähen“ nannten, sind Nachkommen von Heinrich I. Dieser hatte vier Söhne, Heinrich II., Hermann III., Ulrich, der Probst in Beuron war, und Rudolf I., der sich ab den 1190er Jahren auf der Burg aufhält. Ab 1200 ist dessen Sohn, Heinrich III., Burgherr auf Hohenfriedingen. Er erhält im selben Jahr die reichenauische Vogtei über Radolfzell als Lehen und damit den Titel „Heinrich von Friedingen, Vogt von Radolfzell“. Mit diesem Titel reicht er weit über die anderen reichenauischen Ministerialen hinaus. Kein anderer Dienstmann des Reichenauer Abtes kann ihm in dieser Zeit gleichkommen.
Als Diethelm von Krähen spätestens 1228 stirbt, wird Heinrich III. Mitbesitzer am Hohenkrähen und dessen Söhne, mit dem Umzug der Truchsessen von Krähen nach Schwandorf in den 1250er Jahren, sogar die alleinigen Besitzer des Hohenkrähen.

### Die erste Linie auf Hohenkrähen
Aufgrund einer Erbteilung zwischen den Söhnen des Heinrichs I. von Friedingen, dem Burgengründer von Hohenfriedingen, erhalten die beiden Söhne, Heinrich II. und Hermann III., den Krähen, zusammen mit Duchtlingen und Mühlhausen. Sie erbauen in den Jahren 1180–1190 die Burg Hohenkrähen und erscheinen ab 1291 als „de Craien“ oder „de Creien“. Wie die anderen Besitzungen, beispielsweise Singen, unter den Brüdern verteilt wurde, lässt sich nicht mehr feststellen. Von den beiden Brüdern hat einer der beiden einen Sohn, Berthold I. zu Krähen, Truchsess von Krähen, der seine Edelfreiheit aufgibt. Der andere Bruder hat, zusammen mit einer von Krenkingen, vier Kinder, Judenta, die Äbtissin in Lindau wird, und die beiden Söhne, Diethelm und Liuthold, der Mönch, die nicht in die Ministerialität absteigen. Diethelm von Krähen stirbt spätestens 1228 ohne männliche Nachkommen. Aus Angst vor anderen erbberechtigten Verwandten, die Ansprüche auf Diethelms Besitz haben könnten, wurde im Jahr 1228 durch den St. Galler Abt Konrad von Bussnang nachträglich eine Urkunde ausgestellt, die eine Schenkung Diethelms Güter in „Burron et in Vridingen“, in Friedingen und Beuren an der Aach, an das Kloster Salem belegt, was die eindeutige Erstnennung des Ortes „Beuren an der Aach“ dokumentiert. Mit dem Tod Diethelms von Krähen wird Heinrich III., sesshaft auf Hohenfriedingen, Mitbesitzer am Hohenkrähen. Nach dem Umzug der Truchsessen von Krähen in den 1250er Jahren, geht der Hohenkrähen komplett in den Besitz der Söhne des Heinrich III. von Friedingen über.

## Bekannte Familienmitglieder
- Hermann von Friedingen, war Domherr in Konstanz und von 1183 bis 1189 Bischof von Konstanz, bekanntestes Familienmitglied.
- Ulrich von Friedingen, war Domherr in Freising und von 1356 bis 1357 Bischof von Konstanz.
- Rudolf von Friedingen, auch Rudolf XIV. von Friedingen († 1. April 1537 in Altshausen), studierte 1482 in Tübingen, war ab 1490 Hofmeister in Beuggen und von 1497 Komtur in Sumiswald bei Bern. 1522 wird er zum Landkomtur der Ballei Elsass-Burgund. Sein Wappen ist im Chor der Schlosskirche zu Altshausen[3] und in der Schlosskirche zu sehen.[4] Niklaus Manuel stellte ihn in seinem Totentanz an einer Mauer im Berner Dominikanerkloster[5] dar. Rudolf von Friedingen ist ebenfalls im Totentanzfenster des Berner Münsters[6] zu sehen.
- Johann von Friedingen, auch Johann VIII. von Friedingen oder Johannes von Friedingen, Bruder von Rudolf von Friedingen (* um 1458) († 21. Dezember 1534 in Bebenhausen)[7], war der letzte Abt von Bebenhausen vor der Reformation[8]

## Wappen

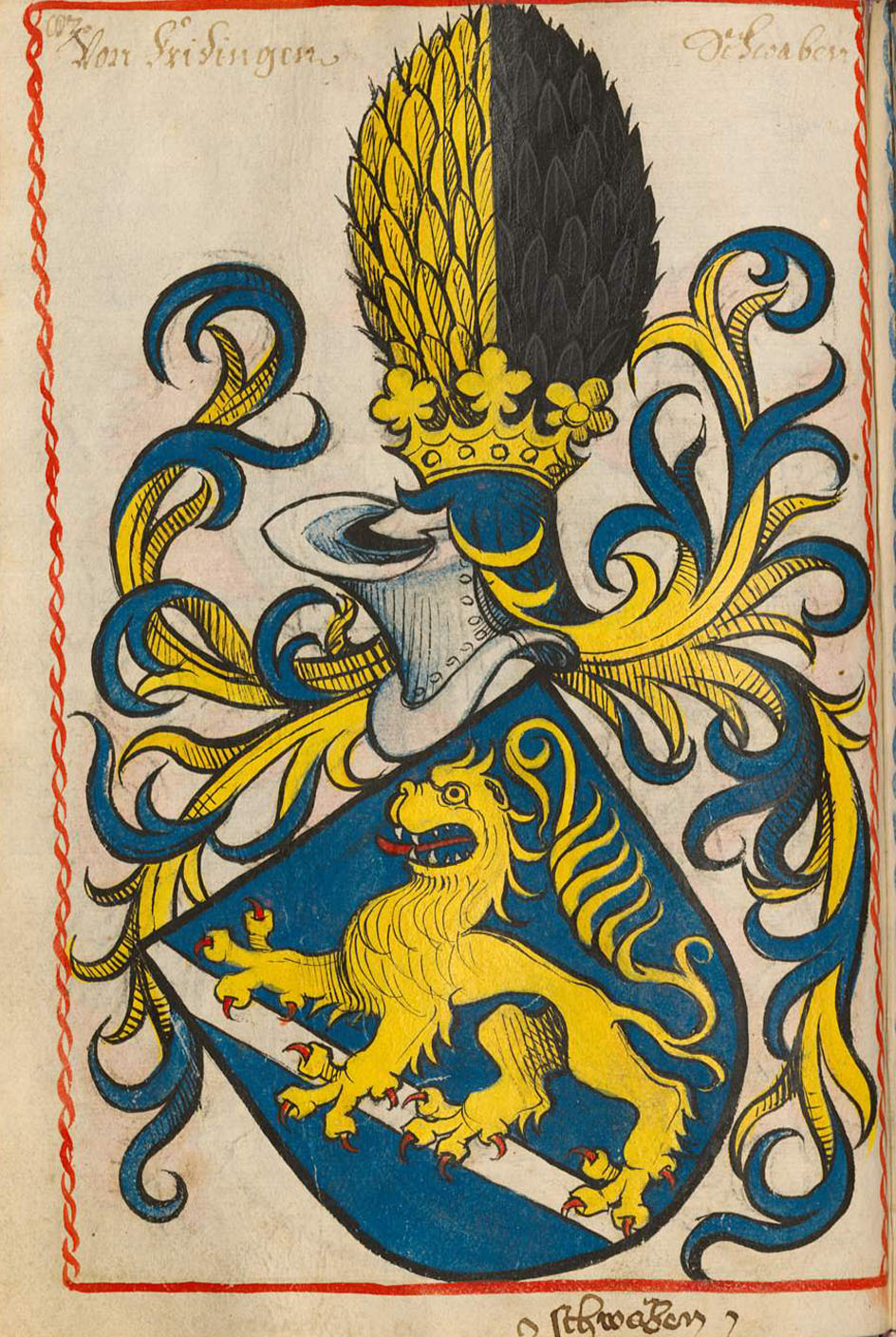
Wappen der Herren von Friedingen
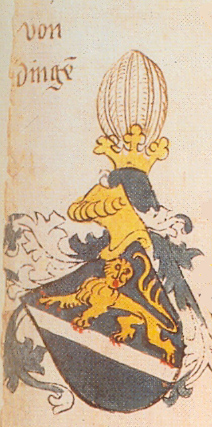
Wappen der Herren von Friedingen
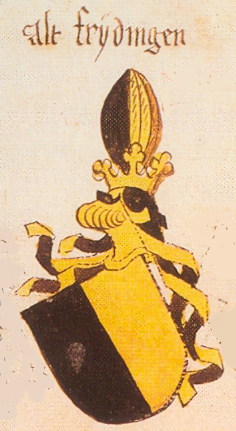
Wappen Alt-Friedingen